# L'Atelier de la rue Condamine
Aquesta obra de Frédéric Bazille, amb català anomenada " El taller de l'artista", es crea durant 1870 (any de mort de l'autor), i es considera el testament i també l'obra mestra de Bazille. El quadre vol fer una critica a la societat artística impressionista, a les seves maneres i la seva estructura jeràrquica i ho fa mitjançant els quadres que apareixen en l'escena